# Sausenheim
Sausenheim ist ein Stadtteil von Grünstadt im Landkreis Bad Dürkheim in Rheinland-Pfalz mit etwa 1675 Einwohnern. Bis 1969 war er eine selbständige Gemeinde.

## Geographie
Sausenheim liegt am nordöstlichen Ende des Pfälzerwaldes an den nördlichen Ausläufern der Haardt, zur Rheinebene hin. Die Entfernung zum östlich gelegenen Rhein-Neckar-Ballungsgebiet mit Ludwigshafen am Rhein und Mannheim beträgt etwa 30 Kilometer, die Entfernung zur nächstgrößeren Stadt in westlicher Richtung, Kaiserslautern, beträgt ungefähr 35 Kilometer. Am nordöstlichen Siedlungsrand entspringt der Sausenheimer Graben. Die Landschaft ist geprägt von Weinbergen und den Hügeln des Haardtrandes mit Blick auf das Burgdorf Neuleiningen. Mit Eine Linde am Denkmal und Eine Linde an der Kirche existieren vor Ort zwei Naturdenkmale.
Oberhalb von Sausenheim, jenseits der BAB 6, fließt der recht ergiebige Queckbrunnen, von dem im 19. Jahrhundert eine Wasserleitung zur Steingutfabrik Grünstadt führte. Nahe dabei gibt es eine Kliffformation mit der für hiesige Verhältnisse relativ großen Fuchshöhle.

## Geschichte

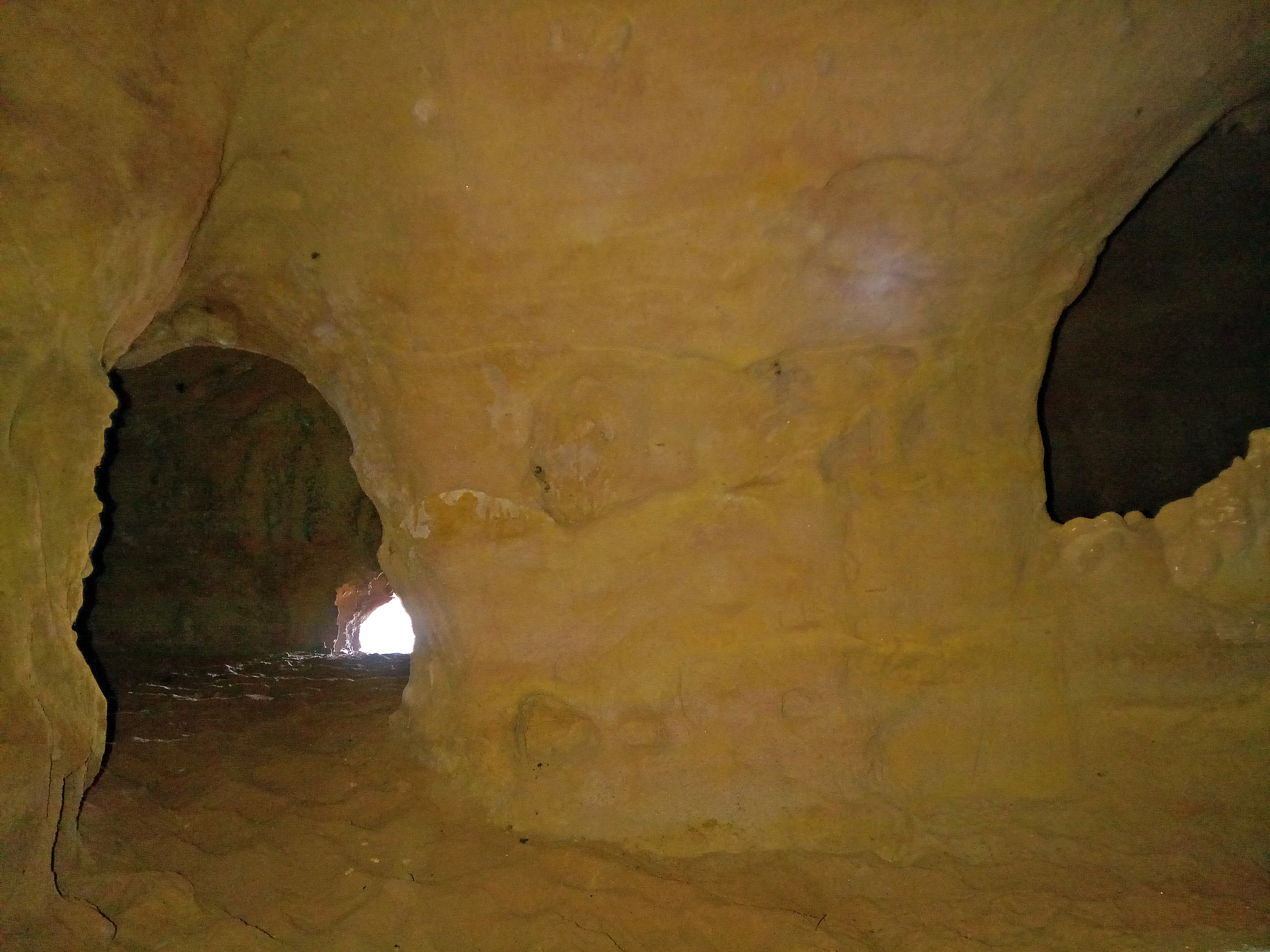
Fuchshöhle Sausenheim

Erstmals erwähnt wurde Sausenheim (von Heim des Suso) 772 im Lorscher Codex. Das Patronatsrecht über den Ort oblag dem in Worms ansässigen Kloster Maria Münster.
Bis gegen Ende des 18. Jahrhunderts gehörte der Ort zu Leiningen-Westerburg. Von 1798 bis 1814, als das linke Rheinufer Teil der Französischen Republik (bis 1804) und anschließend Teil des Napoleonischen Kaiserreichs war, war Saussenheim – so die damalige Schreibweise – in den Kanton Grünstadt im Département Donnersberg eingegliedert und war Sitz einer eigenen Mairie. 1815 hatte der Ort 500 Einwohner. Im selben Jahr wurde er Österreich zugeschlagen. Bereits ein Jahr später wechselte der Ort wie die gesamte Pfalz in das Königreich Bayern. Von 1818 bis 1862 gehörte er dem Landkommissariat Frankenthal an; aus diesem ging das Bezirksamt Frankenthal  hervor.
Ab 1939 war Sausenheim Bestandteil des Landkreises Frankenthal (Pfalz). Nach dem Zweiten Weltkrieg wurde der Ort innerhalb der französischen Besatzungszone Teil des damals neu gebildeten Landes Rheinland-Pfalz. Im Zuge der ersten rheinland-pfälzischen Verwaltungsreform wurde der Ort am 7. Juni 1969 nach Grünstadt eingemeindet. Zeitgleich wechselte er in den neu geschaffenen Landkreis Bad Dürkheim. Neben dem historischen Dorfkern gibt es drei Baugebiete, die im 20. Jahrhundert erschlossen wurden. In den 1950er Jahren entstanden neue Wohnhäuser westlich des Dorfkerns in Richtung des Nachbardorfes Neuleiningen. Ende der 1970er Jahre entstand das Baugebiet Kalkerde östlich des alten Dorfes und schließlich in den 1990er Jahren das Baugebiet Kaiserhecke nördlich des Dorfes. Insgesamt hat sich das bebaute Dorfgebiet dadurch mehr als verdoppelt. Die Einwohnerzahl stieg auf rund 2.300.

## Wappen
| Wappen von Sausenheim | Blasonierung: „In Gold der heilige Petrus wachsend, mit silbernem Nimbus und blauem Mantel, in der Rechten ein aufgerichteter silberner Schlüssel, in der Linken ein rotes Buch mit goldenen Beschlägen“ |
| Wappen von Sausenheim | |

## Politik

### Ortsbeirat
Der Stadtteil Sausenheim ist als Ortsbezirk ausgewiesen und wird politisch von einem Ortsbeirat und einem Ortsvorsteher vertreten.
Der Ortsbeirat besteht aus sieben Ortsbeiratsmitgliedern. Bei der Kommunalwahl am 9. Juni 2024 wurden die Beiratsmitglieder in einer personalisierten Verhältniswahl gewählt. Die Sitzverteilung im gewählten Ortsbeirat:
| Wahl | SPD | CDU | FWG | Gesamt  |
| ---- | --- | --- | --- | ------- |
| 2024 | 3   | 3   | 1   | 7 Sitze |
| 2019 | 3   | 3   | 1   | 7 Sitze |
| 2014 | 3   | 3   | 1   | 7 Sitze |

### Ortsvorsteher
Ortsvorsteher ist Gerd Walther (SPD). Bei der Direktwahl am 26. Mai 2019 wurde er mit einem Stimmenanteil von 58,27 % in seinem Amt bestätigt.
Zur Wahl 2024 kandidierte Gerd Walther nicht erneut. Als sein künftiger Nachfolger setzte sich Sascha Schwalb (SPD) bei der Direktwahl am 9. Juni mit 51,81 % gegen einen CDU-Mitbewerber durch. Seine Amtseinführung auf der konstituierenden Sitzung des Ortsbeirats ist für den 29. August 2024 vorgesehen.

## Kultur

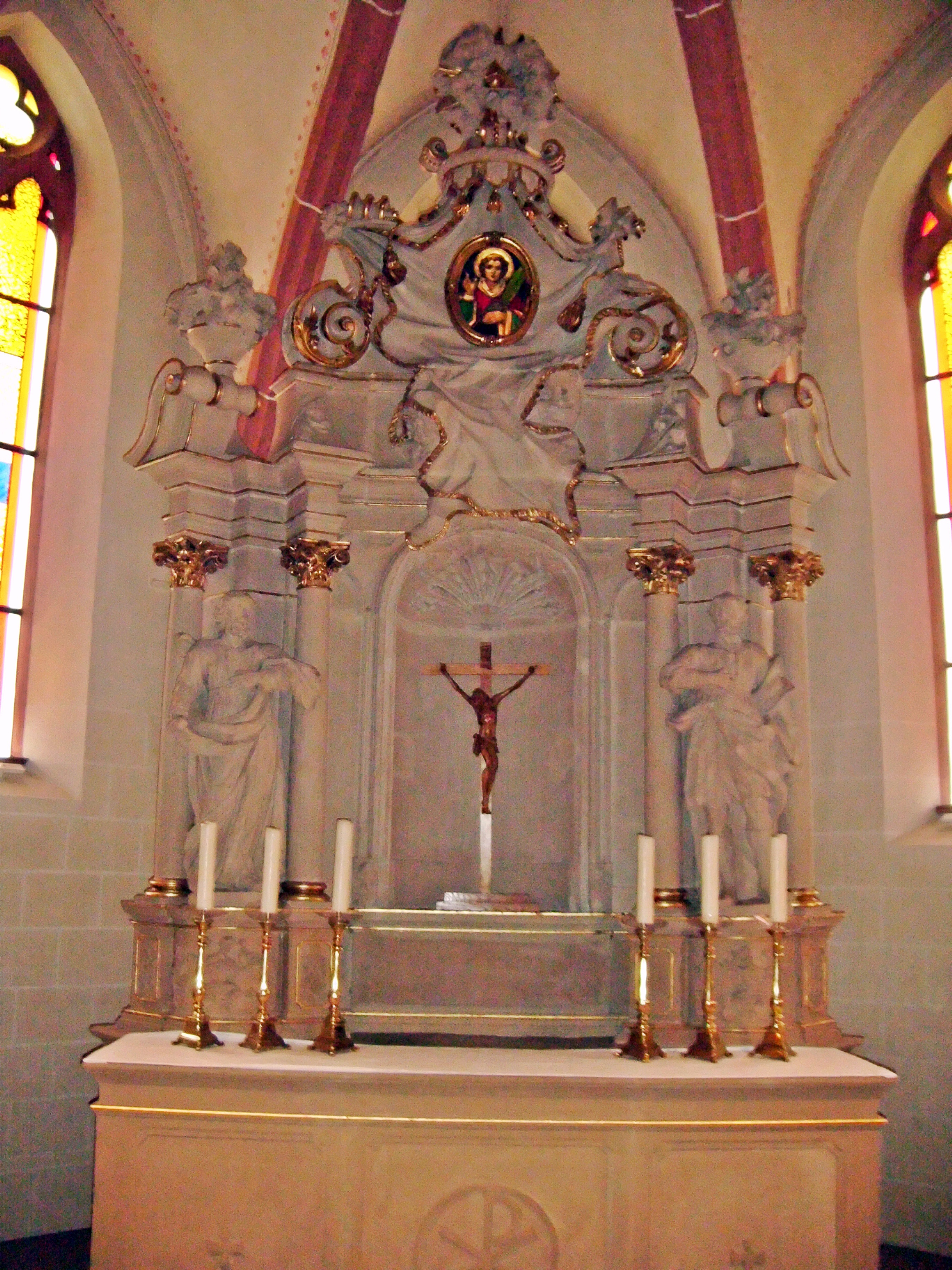
Der von Domherr Martin Augsthaler gestiftete Hochaltar in der kath. Stephanskirche

Vor Ort befinden sich insgesamt 17 Objekte, die unter Denkmalschutz stehen, darunter die beiden Kirchen.
In der evangelischen Peterskirche befindet sich unter anderem ein außergewöhnlicher Taufstein aus dem 15. Jahrhundert, in der katholischen Kirche St. Stephan ein barocker Sandstein-Hochaltar aus dem Jahr 1728, der von dem Wormser Domherrn Martin Augsthaler gestiftet wurde.
Eine Weinkerwe mit der größten Kutschenparade der Pfalz findet jedes dritte Wochenende im September statt. Die Route des seit 1998 ausgetragenen Marathon Deutsche Weinstraße führt unter anderem durch Sausenheim.

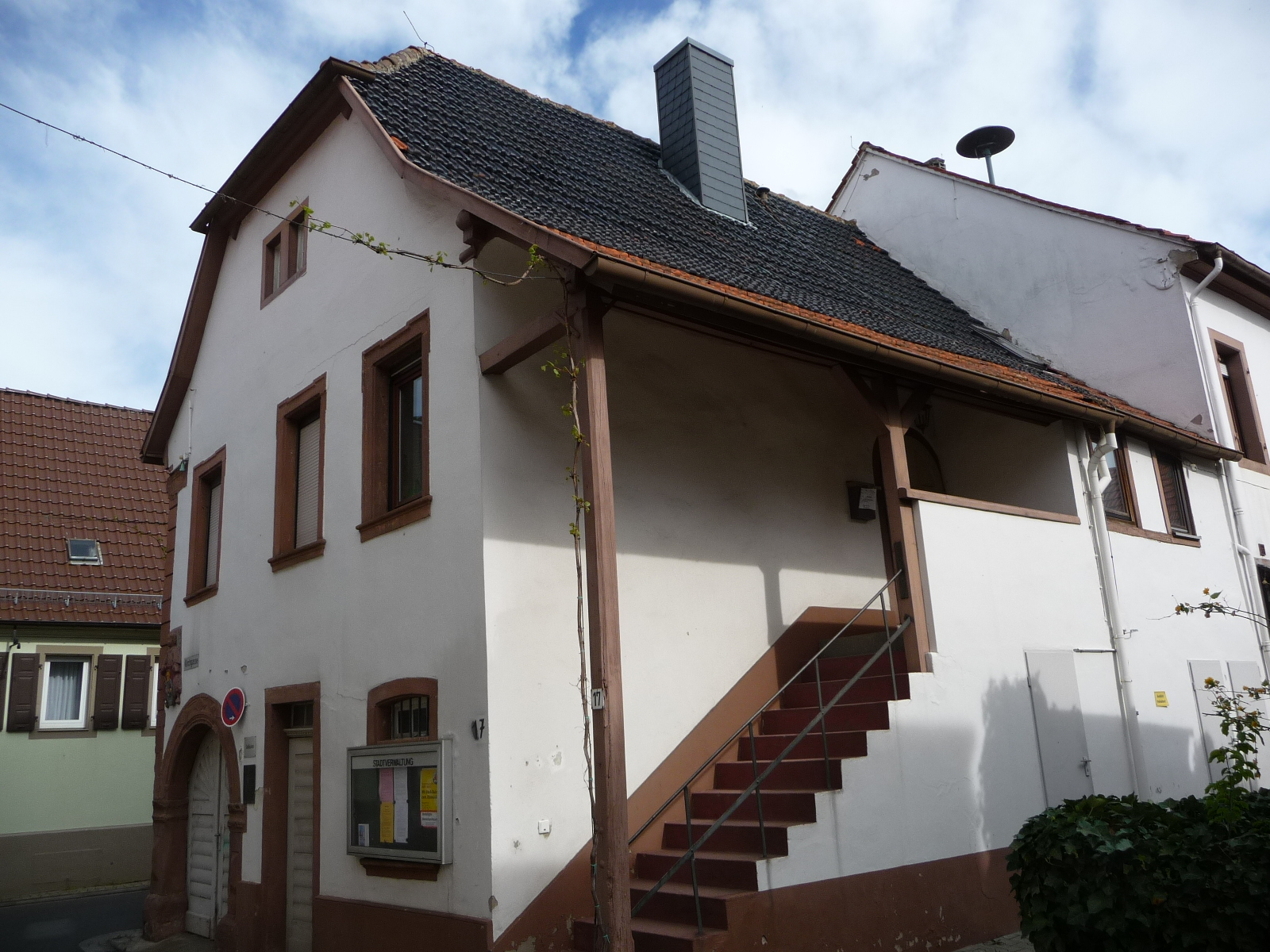
Rathaus
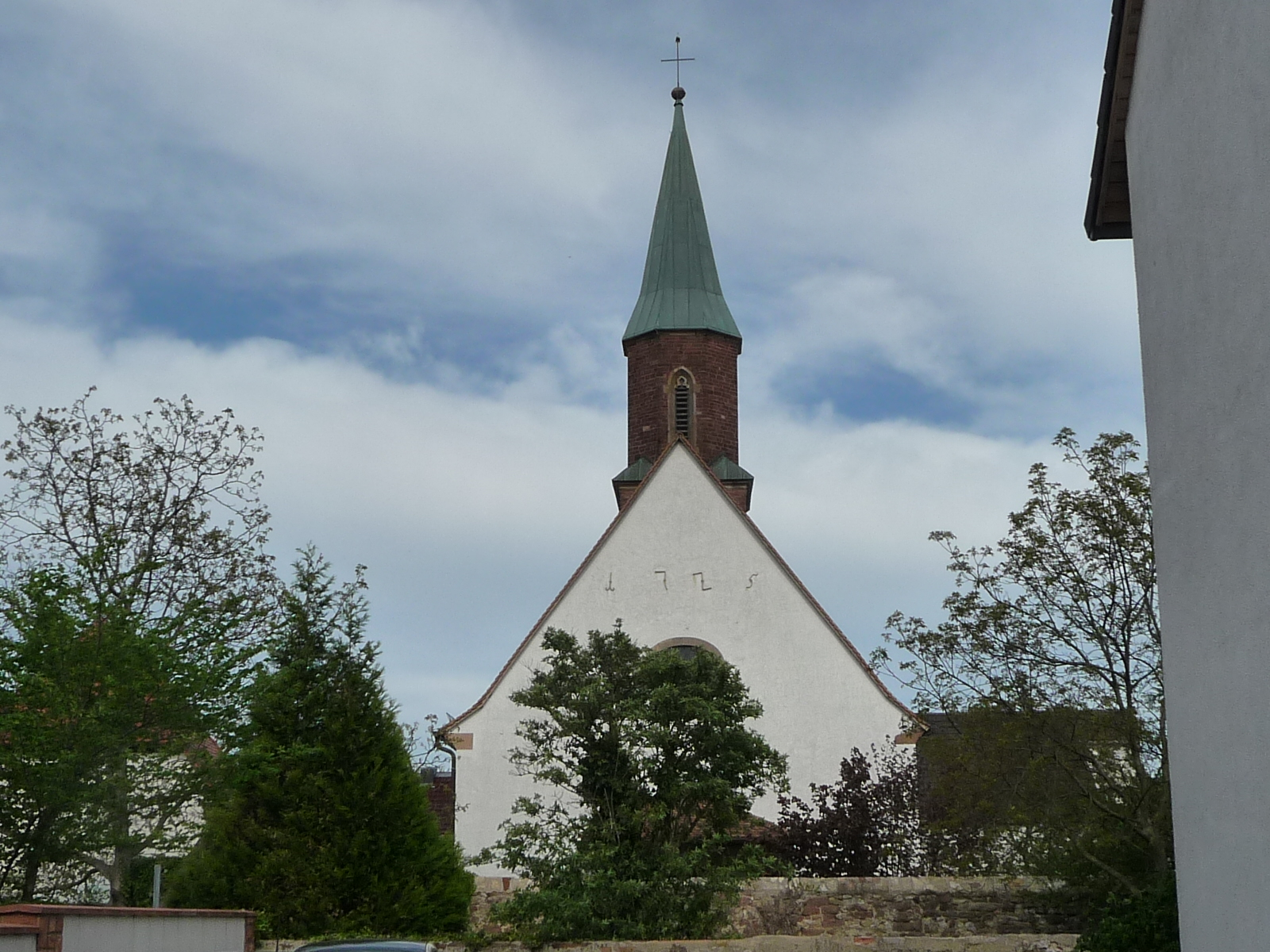
Protestantische Kirche
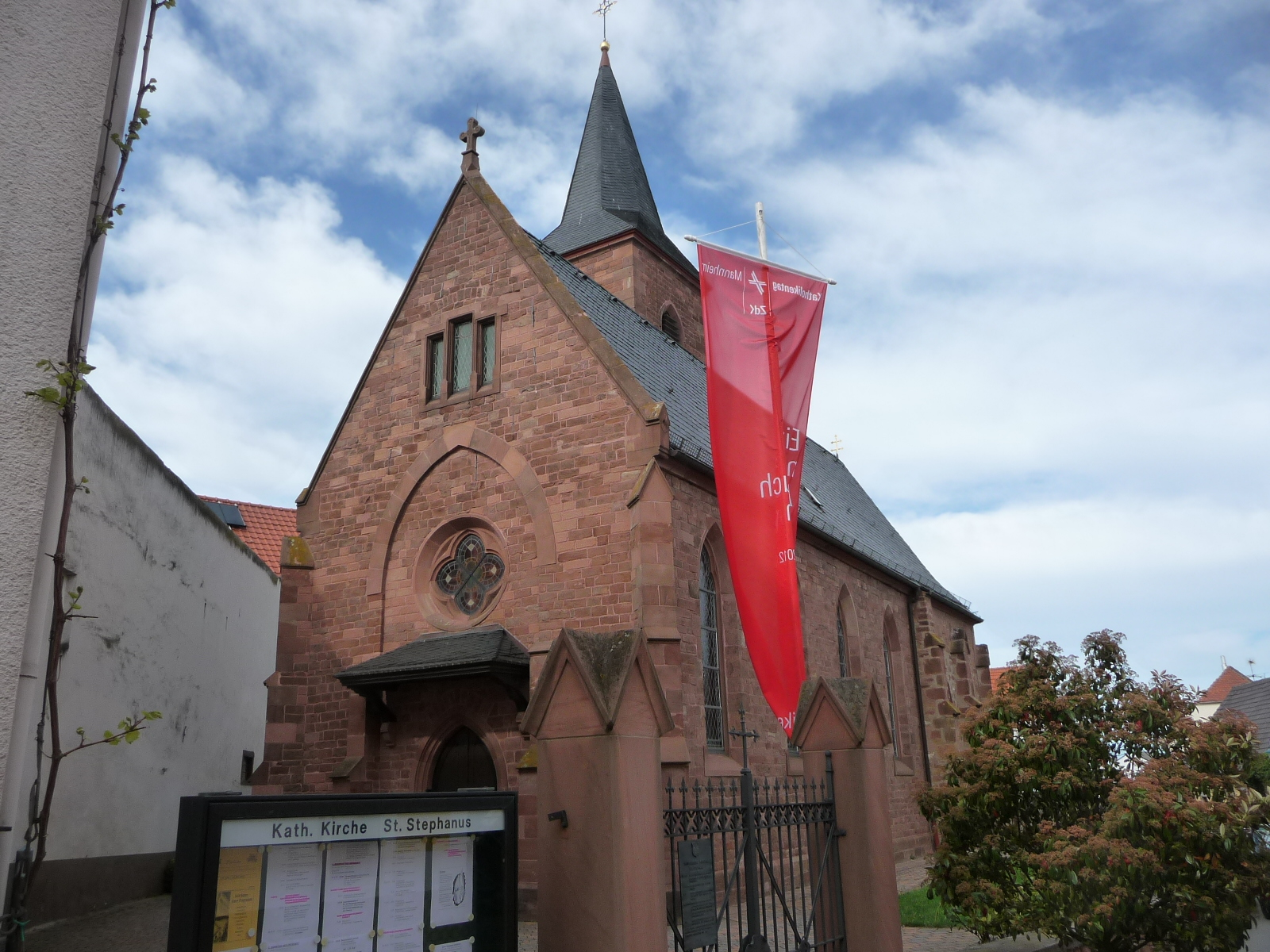
Katholische Kirche
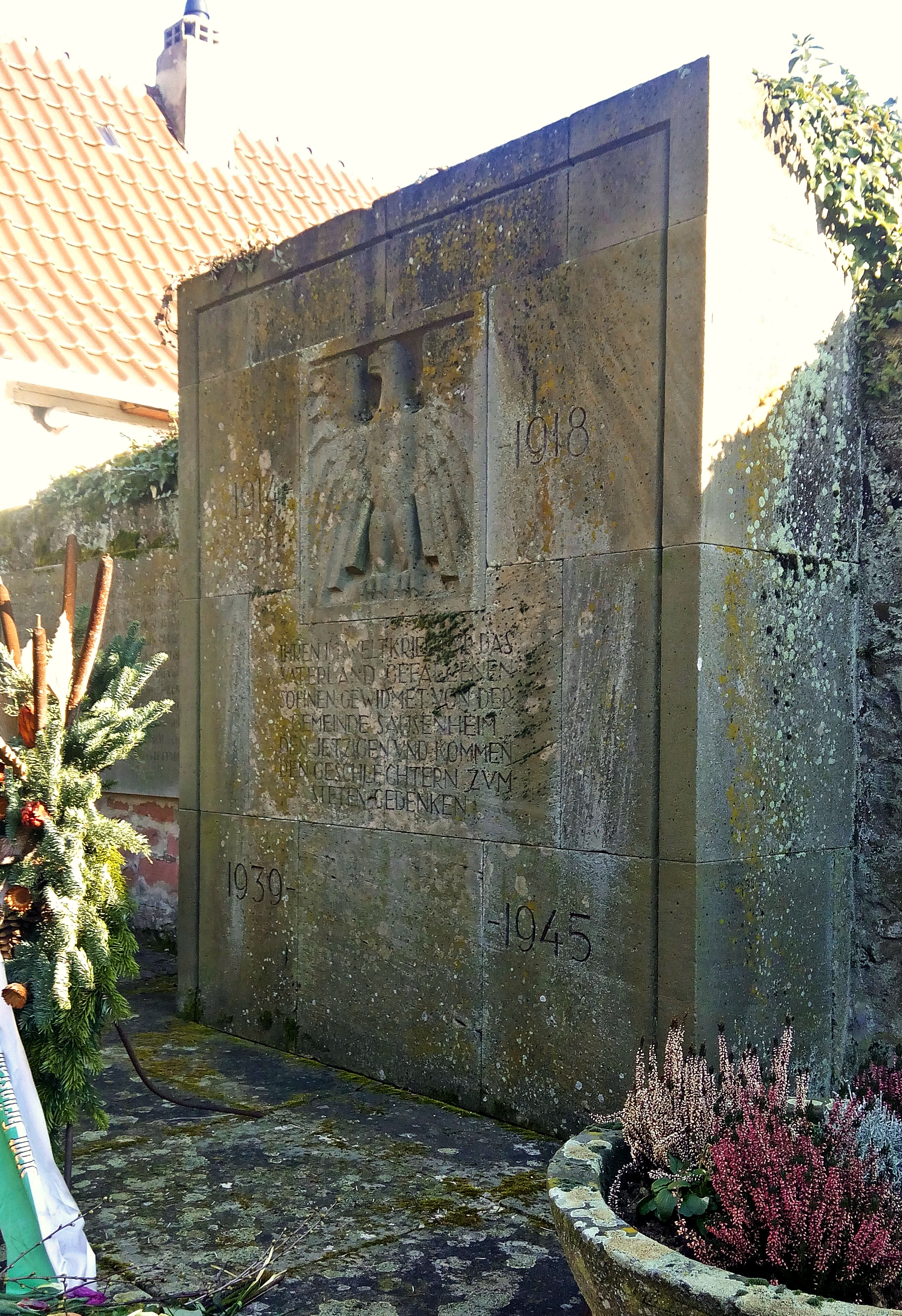
Kriegerdenkmal von Ludwig Kern, 1928

## Wirtschaft und Infrastruktur

### Wirtschaft
Sausenheim liegt im „Speckgürtel“ des Rhein-Neckar-Dreiecks. Viele Einwohner sind Pendler, die täglich ihre Arbeitsplätze in Ludwigshafen am Rhein, Mannheim, Frankenthal (Pfalz) oder Worms per Automobil aufsuchen. Der größte Arbeitgeber im Ort ist die Sausenheimer Wellpappenfabrik. Seit über 1200 Jahren wird in Sausenheim Wein angebaut. Es existieren die Weinlagen Honigsack (76,0 ha), Hütt (38,8 ha) und Klostergarten (63,7 ha). Die Einzellagen gehören zur Großlage Höllenpfad. Es existieren mittlerweile etwa fünfzehn mittelständische Weingüter und mehrere Hobby-Winzer. Seit 2013 ist mit der BrauArt Sausenheim außerdem eine Brauerei im Ort ansässig.

### Verkehr
Sausenheim besaß einen Bahnhof an der 1903 eröffneten Bahnstrecke Grünstadt–Altleiningen, auf der der Personenverkehr 1967 zum Erliegen kam. Der Ort liegt an der Bundesautobahn 6 und in unmittelbarer Nähe zur Deutschen Weinstraße. Durch den Ort selbst verläuft die Landesstraße 453.

## Persönlichkeiten
- Georg Seiblin (1529–1591), Jurist und Diplomat im Dienste des Hochstifts Worms, bekam Korn- und Weingülten vor Ort verliehen
- Martin Augsthaler (vor 1711–~1749), Geistlicher, ließ in der katholischen Kirche einen Altar errichten
- Johann Schlesinger (1768–1840), Porträt- und Stilllebenmaler in Mannheim und Heidelberg, lebte im Alter hier und starb auch in Sausenheim.
- George Forster (1817–1896), Maler, 1865 in die USA emigriert, dort sehr berühmt.
- Karl Munzinger (1864–1937), hier Pfarrer von 1896 bis 1901, Buchautor, vorher Japan-Missionar
- Emil Müller (1864–1918), Pfarrer, Heimatkundler, Historiker und Buchautor, übernahm 1901 die örtliche Pfarrei
- Ludwig Kern (1902–1942), Bildhauer, schuf das örtliche Kriegerdenkmal
- Lisa Ryzih (Geburtsname russ. Елизавета Владимировна Рыжих, Jelisaweta Wladimirowna Ryschich; * 27. September 1988 in Omsk, Sowjetunion) ist eine deutsche Stabhochspringerin russischer  Herkunft, die vor Ort wohnt.